# کوسه خشن
کوسه خشن (نام علمی: Oxynotus) نام یک سرده از راسته خاردارکوسه‌سانان است.

## گونه‌ها
- سگ‌ماهی خاردار Ogilby, ۱۸۹۳ (Prickly dogfish)
- کوسه خشن کارائیب Cervigón, ۱۹۶۱ (Caribbean roughshark)
- Oxynotus centrina  کارل لینه, ۱۷۵۸ (Angular roughshark)
- کوسه خشن ژاپنی Ka. Yano & Murofushi, ۱۹۸۵ (Japanese roughshark)
- کوسه خشن باله‌بادبانی Frade, ۱۹۲۹ (Sailfin roughshark)